# Hamburger Sport-Verein 1975-1976
Questa voce raccoglie le informazioni riguardanti l'Hamburger Sport-Verein nelle competizioni ufficiali della stagione 1975-1976.

## Stagione
Nella stagione 1975-1976 l'Amburgo, allenato da Kuno Klötzer, concluse il campionato di Bundesliga al 2º posto. In Coppa di Germania l'Amburgo perse la finale con dal Kaiserslautern. In Coppa UEFA l'Amburgo fu eliminato in semifinale dal Club Bruges.

## Rosa
| N. |                     | Ruolo | Calciatore        |
| -- | ------------------- | ----- | ----------------- |
|    | Germania (bandiera) | P     | Rudolf Kargus     |
|    | Serbia (bandiera)   | P     | Vladimir Kovačić  |
|    | Germania (bandiera) | D     | Horst Blankenburg |
|    | Germania (bandiera) | D     | Peter Hidien      |
|    | Germania (bandiera) | D     | Manfred Kaltz     |
|    | Germania (bandiera) | D     | Peter Nogly       |
|    | Germania (bandiera) | D     | Hans-Jürgen Ripp  |
|    | Germania (bandiera) | D     | Detlef Spincke    |
|    | Germania (bandiera) | D     | Klaus Winkler     |
|    | Germania (bandiera) | C     | Horst Bertl       |

| N. |                      | Ruolo | Calciatore           |
| -- | -------------------- | ----- | -------------------- |
|    | Danimarca (bandiera) | C     | Ole Bjørnmose        |
|    | Germania (bandiera)  | C     | Kurt Eigl            |
|    | Austria (bandiera)   | C     | Buffy Ettmayer       |
|    | Germania (bandiera)  | C     | Caspar Memering      |
|    | Germania (bandiera)  | C     | Klaus Zaczyk         |
|    | Germania (bandiera)  | A     | Uwe Mackensen        |
|    | Germania (bandiera)  | A     | Willi Reimann        |
|    | Germania (bandiera)  | A     | Hans-Jürgen Sperlich |
|    | Germania (bandiera)  | A     | Georg Volkert        |

## Organigramma societario
Area tecnica
- Allenatore: Kuno Klötzer
- Allenatore in seconda: Özcan Arkoç
- Preparatore dei portieri:
- Preparatori atletici:

## Calciomercato

### Sessione estiva
| Acquisti | Acquisti          | Acquisti  | Acquisti |
| R.       | Nome              | da        | Modalità |
| -------- | ----------------- | --------- | -------- |
| D        | Horst Blankenburg | Ajax      |          |
| C        | Buffy Ettmayer    | Stoccarda |          |
| D        | Detlef Spincke    | Lurup     |          |

| Cessioni | Cessioni       | Cessioni              | Cessioni |
| R.       | Nome           | a                     | Modalità |
| -------- | -------------- | --------------------- | -------- |
| P        | Özcan Arkoç    | Amburgo II            |          |
| D        | Peter Krobbach | Eintracht Francoforte |          |
| C        | Edgar Nobs     | Atlas Delmenhorst     |          |

### Sessione invernale
| Acquisti | Acquisti | Acquisti | Acquisti |
| R.       | Nome     | da       | Modalità |
| -------- | -------- | -------- | -------- |

| Cessioni | Cessioni | Cessioni | Cessioni |
| R.       | Nome     | a        | Modalità |
| -------- | -------- | -------- | -------- |

## Risultati

### Bundesliga

#### Girone di andata
| Arbitro: | Gabor |

|                                           |           |             |
| Sperlich 40’, 42’ Kaltz 56’ Bjørnmose 80’ | Marcatori | 24’ Fischer |

| Arbitro: | Weyland |

|                                      |           |                            |
| Theis 19’ Bitz 43’ Hickersberger 52’ | Marcatori | 26’ Memering 67’ Bjørnmose |

| Amburgo 23 agosto 1975, ore 15:30 CET 3ª giornata | Amburgo | 0 – 0 referto | Borussia M'gladbach | Volksparkstadion (62 000 spett.)\| Arbitro: \| Riegg \| |
| Arbitro:                                          | Riegg   |               |                     |                                                         |

| Arbitro: | Schmoock |

|           |           |  |
| Hayduk 2’ | Marcatori |  |

| Arbitro: | Hennig |

|                |           |  |
| Nogly 10’, 55’ | Marcatori |  |

| Arbitro: | Engel |

|         |           |           |
| Löhr 5’ | Marcatori | 79’ Kaltz |

| Arbitro: | Dreher |

|          |           |               |
| Jara 13’ | Marcatori | 43’ Bjørnmose |

| Arbitro: | Scheffner |

|                                           |           |                 |
| Ettmayer 10’, 85’ Bertl 73’ Bjørnmose 80’ | Marcatori | 68’ Burgsmüller |

| Arbitro: | Klauser |

|  |           |                                     |
|  | Marcatori | 38’ Ettmayer 85’ Sperlich 88’ Nogly |

| Arbitro: | Waltert |

|                                                        |           |                          |
| Nogly 23’ Bjørnmose 25’ Reimann 39’ Volkert 71’ (rig.) | Marcatori | 17’ Wenzel 65’ Neuberger |

| Arbitro: | Gabor |

|                |           |  |
| Kapellmann 13’ | Marcatori |  |

| Arbitro: | Hilker |

|                        |           |             |
| Reimann 14’ Hidien 82’ | Marcatori | 3’ Kostedde |

| Arbitro: | Riegg |

|                      |           |  |
| Gersdorff 11’ (rig.) | Marcatori |  |

| Arbitro: | Fork |

|                                   |           |  |
| Volkert 66’ Reimann 74’ Bertl 76’ | Marcatori |  |

| Arbitro: | Kindervater |

|           |           |                                    |
| Görts 87’ | Marcatori | 35’ Reimann 39’ Bertl 67’ Memering |

| Amburgo 29 novembre 1975, ore 15:30 CET 16ª giornata | Amburgo  | 0 – 0 referto | Bayer Uerdingen | Volksparkstadion (31 000 spett.)\| Arbitro: \| Schröder \| |
| Arbitro:                                             | Schröder |               |                 |                                                            |

| Arbitro: | Walther |

|            |           |  |
| Köhnen 77’ | Marcatori |  |

#### Girone di ritorno
| Arbitro: | Linn |

|  |           |                     |
|  | Marcatori | 49’ (aut.) Sobieray |

| Arbitro: | Antz |

|                        |           |  |
| Memering 56’ Nogly 61’ | Marcatori |  |

| Arbitro: | Quindeau |

|              |           |          |
| Heynckes 21’ | Marcatori | 26’ Eigl |

| Arbitro: | Weyland |

|                            |           |  |
| Nogly 49’ Volkert 58’, 82’ | Marcatori |  |

| Arbitro: | Hilker |

|                            |           |  |
| Toppmöller 35’ Pirrung 60’ | Marcatori |  |

| Arbitro: | Biwersi |

|                          |           |          |
| Ettmayer 55’ Reimann 77’ | Marcatori | 32’ Löhr |

| Arbitro: | Klauser |

|                                        |           |  |
| Bjørnmose 13’ Memering 74’ Reimann 90’ | Marcatori |  |

| Arbitro: | Messmer |

|              |           |           |
| Hrubesch 15’ | Marcatori | 61’ Nogly |

| Arbitro: | Haselberger |

|                                                              |           |                                 |
| Memering 68’ Sperlich 73’ Zaczyk 75’ Bjørnmose 77’ Nogly 90’ | Marcatori | 33’ Eggert 78’ Balte 81’ Lameck |

| Arbitro: | Hennig |

|            |           |  |
| Wenzel 57’ | Marcatori |  |

| Arbitro: | Kindervater |

|  |           |            |
|  | Marcatori | 74’ Müller |

| Arbitro: | Linn |

|                |           |             |
| Hermandung 75’ | Marcatori | 29’ Volkert |

| Arbitro: | Hilker |

|                                                         |           |  |
| Volkert 47’ Memering 51’ Eigl 71’ Merkhoffer 80’ (aut.) | Marcatori |  |

| Arbitro: | Wichmann |

|                                |           |                       |
| Komorowski 16’ Kübler 67’, 75’ | Marcatori | 8’ Reimann 42’ Zaczyk |

| Arbitro: | Waltert |

|              |           |                      |
| Memering 43’ | Marcatori | 22’ Görts 40’ Åslund |

| Arbitro: | Scheffner |

|  |           |          |
|  | Marcatori | 12’ Eigl |

| Arbitro: | Gabor |

|                                |           |                |
| Eigl 30’ Nogly 46’ Volkert 66’ | Marcatori | 27’ Zimmermann |

### Coppa di Germania
| Arbitro: | Halfter |

|                                                         |           |  |
| Kaltz 18’ Bjørnmose 23’ Sperlich 39’ Volkert 47’ (rig.) | Marcatori |  |

| Arbitro: | Meijerink |

|                                                        |           |  |
| Ettmayer 27’ Hidien 46’ Volkert 51’ (rig.) Reimann 81’ | Marcatori |  |

| Arbitro: | Halfter |

|                                               |           |  |
| Bertl 61’, 83’ Reimann 72’ Volkert 88’ (rig.) | Marcatori |  |

| Arbitro: | Engel |

|  |           |                          |
|  | Marcatori | 9’ Bjørnmose 65’ Volkert |

| Arbitro: | Aldinger |

|            |           |                         |
| Diener 32’ | Marcatori | 21’ Memering 30’ Zaczyk |

| Arbitro: | Schröder |

|                          |           |                                |
| Bjørnmose 53’ Nogly 115’ | Marcatori | 71’ Rummenigge 94’ Beckenbauer |

| Arbitro: | Linn |

|  |           |          |
|  | Marcatori | 90’ Eigl |

| Arbitro: | Eschweiler |

|                         |           |  |
| Nogly 22’ Bjørnmose 37’ | Marcatori |  |

### Coppa UEFA
| Berna 17 settembre 1975 Primo turno | Young Boys | 0 – 0 referto | Amburgo | Stadio Wankdorf (17 173 spett.)\| Arbitro: \| Martínez \| |
| Arbitro:                            | Martínez   |               |         |                                                           |

| Arbitro: | Partridge |

|                                          |           |                       |
| Reimann 15’ Bertl 50’, 67’ Bjørnmose 85’ | Marcatori | 65’, 87’ Siegenthaler |

| Arbitro: | Schiller |

|           |           |               |
| Sušić 23’ | Marcatori | 24’ Bjørnmose |

| Arbitro: | Corver |

|                                            |           |  |
| Reimann 14’, 90’ Ettmayer 78’ Memering 82’ | Marcatori |  |

| Arbitro: | Somlai |

|                                     |           |  |
| Murça 15’ (aut.) Volkert 89’ (rig.) | Marcatori |  |

| Arbitro: | Wurtz |

|                        |           |             |
| Júlio 31’ Cubillas 71’ | Marcatori | 29’ Reimann |

| Arbitro: | Ivanov |

|           |           |               |
| Bertl 11’ | Marcatori | 46’ Oratowski |

| Arbitro: | Hungerbühler |

|  |           |           |
|  | Marcatori | 17’ Nogly |

| Arbitro: | Palotai |

|             |           |             |
| Reimann 77’ | Marcatori | 48’ Lambert |

| Arbitro: | Davidson |

|                  |           |  |
| Kaltz 85’ (aut.) | Marcatori |  |

## Statistiche

### Statistiche di squadra
| Competizione      | Punti | In casa | In casa | In casa | In casa | In casa | In casa | In trasferta | In trasferta | In trasferta | In trasferta | In trasferta | In trasferta | Totale | Totale | Totale | Totale | Totale | Totale | DR  |
| Competizione      | Punti | G       | V       | N       | P       | Gf      | Gs      | G            | V            | N            | P            | Gf           | Gs           | G      | V      | N      | P      | Gf     | Gs     | DR  |
| ----------------- | ----- | ------- | ------- | ------- | ------- | ------- | ------- | ------------ | ------------ | ------------ | ------------ | ------------ | ------------ | ------ | ------ | ------ | ------ | ------ | ------ | --- |
| Bundesliga        | 41    | 17      | 13      | 2       | 2       | 42      | 13      | 17           | 4            | 5            | 8            | 17           | 19           | 34     | 17     | 7      | 10     | 59     | 32     | +27 |
| Coppa di Germania | -     | 5       | 4       | 1       | 0       | 16      | 2       | 3            | 3            | 0            | 0            | 5            | 1            | 8      | 7      | 1      | 0      | 21     | 3      | +18 |
| Coppa UEFA        | -     | 5       | 3       | 2       | 0       | 12      | 4       | 5            | 1            | 2            | 2            | 3            | 4            | 10     | 4      | 4      | 2      | 15     | 8      | +7  |
| Totale            | 41    | 27      | 20      | 5       | 2       | 70      | 19      | 25           | 8            | 7            | 10           | 25           | 24           | 52     | 28     | 12     | 12     | 95     | 43     | +52 |

### Andamento in campionato
| Giornata  | 1 | 2 | 3 | 4  | 5 | 6 | 7 | 8 | 9 | 10 | 11 | 12 | 13 | 14 | 15 | 16 | 17 | 18 | 19 | 20 | 21 | 22 | 23 | 24 | 25 | 26 | 27 | 28 | 29 | 30 | 31 | 32 | 33 | 34 |
| --------- | - | - | - | -- | - | - | - | - | - | -- | -- | -- | -- | -- | -- | -- | -- | -- | -- | -- | -- | -- | -- | -- | -- | -- | -- | -- | -- | -- | -- | -- | -- | -- |
| Luogo     | C | T | C | T  | C | T | T | C | T | C  | T  | C  | T  | C  | T  | C  | T  | T  | C  | T  | C  | T  | C  | C  | T  | C  | T  | C  | T  | C  | T  | C  | T  | C  |
| Risultato | V | P | N | P  | V | N | N | V | V | V  | P  | V  | P  | V  | V  | N  | P  | V  | V  | N  | V  | P  | V  | V  | N  | V  | P  | P  | N  | V  | P  | P  | V  | V  |
| Posizione | 1 | 6 | 6 | 11 | 6 | 6 | 8 | 4 | 4 | 2  | 5  | 3  | 4  | 3  | 2  | 2  | 3  | 2  | 2  | 2  | 2  | 2  | 2  | 2  | 2  | 2  | 2  | 3  | 2  | 2  | 2  | 4  | 2  | 2  |

Legenda:

Luogo: C = Casa; T = Trasferta. Risultato: V = Vittoria; N = Pareggio; P = Sconfitta.

### Statistiche dei giocatori
| Giocatore      | Bundesliga | Bundesliga | Bundesliga  | Bundesliga | Coppa di Germania | Coppa di Germania | Coppa di Germania | Coppa di Germania | Coppa UEFA | Coppa UEFA | Coppa UEFA  | Coppa UEFA | Totale   | Totale | Totale      | Totale     |
| Giocatore      | Presenze   | Reti       | Ammonizioni | Espulsioni | Presenze          | Reti              | Ammonizioni       | Espulsioni        | Presenze   | Reti       | Ammonizioni | Espulsioni | Presenze | Reti   | Ammonizioni | Espulsioni |
| -------------- | ---------- | ---------- | ----------- | ---------- | ----------------- | ----------------- | ----------------- | ----------------- | ---------- | ---------- | ----------- | ---------- | -------- | ------ | ----------- | ---------- |
| H. Bertl       | 26         | 3          | 0           | 0          | 5                 | 2                 | 0                 | 0                 | 9          | 3          | 0           | 0          | 40       | 8      | 0           | 0          |
| O. Bjørnmose   | 34         | 7          | 4           | 0          | 8                 | 4                 | 1                 | 0                 | 9          | 2          | 0           | 0          | 51       | 13     | 5           | 0          |
| H. Blankenburg | 31         | 0          | 2           | 0          | 7                 | 0                 | 1                 | 0                 | 10         | 0          | 0           | 0          | 48       | 0      | 3           | 0          |
| K. Eigl        | 16         | 4          | 2           | 0          | 4                 | 1                 | 0                 | 0                 | 3          | 0          | 0           | 0          | 23       | 5      | 2           | 0          |
| B. Ettmayer    | 25         | 4          | 1           | 0          | 2                 | 1                 | 0                 | 0                 | 7          | 1          | 2           | 0          | 34       | 6      | 3           | 0          |
| P. Hidien      | 31         | 1          | 4           | 0          | 7                 | 1                 | 1                 | 0                 | 9          | 0          | 1           | 0          | 47       | 2      | 6           | 0          |
| M. Kaltz       | 26         | 2          | 3           | 0          | 6                 | 1                 | 0                 | 0                 | 7          | 0          | 0           | 0          | 39       | 3      | 3           | 0          |
| R. Kargus      | 34         | 0          | 0           | 0          | 8                 | 0                 | 0                 | 0                 | 10         | 0          | 0           | 0          | 52       | 0      | 0           | 0          |
| V. Kovačić     | 0          | 0          | 0           | 0          | 0                 | 0                 | 0                 | 0                 | 0          | 0          | 0           | 0          | 0        | 0      | 0           | 0          |
| U. Mackensen   | 1          | 0          | 0           | 0          | 0                 | 0                 | 0                 | 0                 | 0          | 0          | 0           | 0          | 1        | 0      | 0           | 0          |
| C. Memering    | 30         | 7          | 1           | 0          | 8                 | 1                 | 0                 | 0                 | 9          | 1          | 1           | 0          | 47       | 9      | 2           | 0          |
| P. Nogly       | 34         | 9          | 2           | 0          | 8                 | 2                 | 0                 | 0                 | 10         | 1          | 1           | 0          | 52       | 12     | 3           | 0          |
| W. Reimann     | 22         | 7          | 1           | 0          | 7                 | 2                 | 0                 | 0                 | 9          | 5          | 0           | 0          | 38       | 14     | 1           | 0          |
| H. Ripp        | 20         | 0          | 1           | 0          | 3                 | 0                 | 0                 | 0                 | 3          | 0          | 1           | 0          | 26       | 0      | 2           | 0          |
| H. Sperlich    | 24         | 4          | 0           | 0          | 6                 | 1                 | 0                 | 0                 | 5          | 0          | 0           | 0          | 35       | 5      | 0           | 0          |
| D. Spincke     | 1          | 0          | 0           | 0          | 2                 | 0                 | 0                 | 0                 | 0          | 0          | 0           | 0          | 3        | 0      | 0           | 0          |
| G. Volkert     | 30         | 7          | 2           | 0          | 7                 | 4                 | 1                 | 0                 | 10         | 1          | 1           | 0          | 47       | 12     | 4           | 0          |
| K. Winkler     | 0          | 0          | 0           | 0          | 0                 | 0                 | 0                 | 0                 | 0          | 0          | 0           | 0          | 0        | 0      | 0           | 0          |
| K. Zaczyk      | 24         | 2          | 0           | 0          | 7                 | 1                 | 0                 | 0                 | 6          | 0          | 0           | 0          | 37       | 3      | 0           | 0          |